# Pandemos ormenus
Pandemos ormenus är en fjärilsart som beskrevs av Jacob Hübner 1816. Pandemos ormenus ingår i släktet Pandemos och familjen Riodinidae. Inga underarter finns listade i Catalogue of Life.